# سرگیفکا (استان آمور)
سرگیفکا (به لاتین: Sergeyevka) یک منطقهٔ مسکونی در روسیه است که در استان آمور واقع شده‌است.